# Allium ritsi
Allium ritsi là một loài thực vật có hoa trong họ Amaryllidaceae. Loài này được Iatroú & Tzanoud. mô tả khoa học đầu tiên năm 1995.